# Jesus, gode herde led oss
Jesus, gode herde led oss är en barnpsalm vars text bearbetades av psalmboksutgivaren Aug. Davis. Texten består av tre 4-radiga verser och en refräng som lyder:
Led oss, led oss, Herre, med din starka hand!
Led oss, led oss hem, til fridens sälla land!

## Publicerad i
- Herde-Rösten 1892 som nr 614 under rubriken "Barnsånger" med titeln "Den gode Herden".